# لا تتركني أذهب
لا تتركني أذهب (بالإنجليزية: Don't Make Me Go)‏ هو فيلم درامي كوميدي أمريكي لعام 2022 من إخراج هانا ماركس، وسيناريو فيرا هيربرت، وبطولة جون تشو وميا إسحاق، تم عرضه لأول مرة في مهرجان تريبيكا السينمائي في 13 يونيو 2022، وتم إصداره على أمازون برايم فيديو في 15 يوليو 2022.

## القصة
يكتشف أب أعزب يحاول تربية ابنته المراهقة أنه مصاب بورم مميت بالرأس، فيصطحبها في رحلة على الطريق في محاولة للعثور على والدتها التي تخلت عنها قبل عدة سنوات.

## روابط خارجية
- لا تتركني أذهب على موقع IMDb (الإنجليزية)
- لا تتركني أذهب على موقع ميتاكريتيك (الإنجليزية)
- لا تتركني أذهب على موقع روتن توميتوز (الإنجليزية)
- لا تتركني أذهب على موقع أول موفي (الإنجليزية)
- لا تتركني أذهب على موقع قاعدة بيانات الفيلم (الإنجليزية)
- لا تتركني أذهب على موقع ليتربوكسد (الإنجليزية)
- لا تتركني أذهب على موقع كينوبويسك (الروسية)